# 2 décembre dans les chemins de fer
2 novembre 2 janvier
Chronologies thématiques
- Croisades
- Sports
- Disney

Cette page concerne les événements qui se sont déroulés un 2 décembre dans les chemins de fer.

## Événements

### XIXesiècle
- 1869 : en Italie, accident sur le Chemin de fer du Mont-Cenis. Le frein d'un train de marchandise composé d'une locomotive et deux wagons cède dans la descente vers l'Italie, aux environs de Novalaise. Le train déraille : le chauffeur et un garde de nuit sont tués, un mécanicien grièvement blessé.

### XXesiècle
- 1935 : en France, fermeture de la ligne de Tramway Enghien - Montmorency, remplacée par un service d'autobus plus moderne et plus fiable[1],[2].
- 1947 : en France, dans le Pas-de-Calais, à l'approche de la gare d'Arras, le train postal Paris-Tourcoing déraille à une vitesse de 92 km/h dans une forte courbe. La locomotive s'encastre dans les deux talus longeant la voie et les trois wagons postaux et cinq voitures de voyageurs percutent violemment celle ci. Cet accident est dû à un acte de sabotage (25 mètres de voie déboulonnée) à la suite de fortes tensions survenues à cette époque. Le bilan est d'environ 20 morts et plusieurs dizaines de blessés.

### XXIesiècle
- 2016 : en France une rame MF01 de la ligne 2 du métro parisien déraille à la station Barbès-Rochechouart sans faire de victime[3].

## Décès
- 2008 : Jacques Pélissier (né le 4 février 1917), président de la SNCF de 1975 à 1981.